# Ходиев, Собир
Собир Ходиев (20 октября 1972, Ташкент) — советский и узбекистанский футболист, нападающий. Выступал за сборную Узбекистана.

## Биография
В начале взрослой карьеры выступал в низших лигах СССР за «Сохибкор» (Халкабад) и «Шахтёр» (Ангрен). В 1991 году играл в дубле ташкентского «Пахтакора», забил 6 голов в первенстве дублёров высшей лиги СССР.
Весной 1992 года выступал в высшей лиге Узбекистана за «Трактор» (Ташкент). Стал автором одного из первых хет-триков чемпионата Узбекистана — 26 апреля 1992 года в матче против «Шахрихончи» (4:1). Летом 1992 года вернулся в «Пахтакор», дебютировал за его основной состав и стал чемпионом Узбекистана 1992 года. Всего в сезоне 1992 года забил 11 голов и вошёл в десятку лучших бомбардиров. О выступлениях в 1993 году сведений нет[уточнить].
С 1994 года снова играл за «Пахтакор». В 1994 году забил 14 голов, стал лучшим снайпером клуба (наряду с Шухратом Максудовым) и шестым бомбардиром чемпионата. В октябре 1994 года также выступал за казахстанский клуб «СКИФ-Ордабасы» (Шымкент), сыграл один матч и забил один гол в чемпионате Казахстана, а также один матч в четвертьфинале Кубка Казахстана. В 1995 году забил за «Пахтакор» 10 голов, в следующих сезонах снизил результативность. Обладатель (1997) и финалист (1996) Кубка Узбекистана. В 1998 году вместе с «Пахтакором» снова стал чемпионом страны, однако в победном сезоне забил только один гол и в конце сезона ушёл из клуба.
В 1999 году снова играл за ташкентский «Трактор». Затем вернулся в «Пахтакор», где выступал полтора сезона, а с лета 2001 года до конца карьеры снова играл за «Трактор».
Всего в высшем дивизионе Узбекистана забил 77 голов. В зачёт Клуба Геннадия Красницкого забил 106 голов.
В национальной сборной Узбекистана дебютировал 16 июля 1992 года в матче Кубка Центральной Азии против Казахстана, заменив на 64-й минуте Ильхома Шарипова. Всего за сборную сыграл 2 матча, оба в 1992 году в рамках того же турнира, в обоих выходил на замены.
С середины 2010-х годов работал техническим директором «Пахтакора». Принимал участие в матчах ветеранов.

## Достижения
- Чемпион Узбекистана: 1992, 1998
- Обладатель Кубка Узбекистана: 1997
- Финалист Кубка Узбекистана: 1996